# Videogiochi Square Enix

Logo di Square Enix

Square Enix è una holding giapponese del settore dell'informatica, fondata il 1º aprile 2003 a Tokyo dall'unione delle aziende sviluppatrici di videogiochi Square e Enix. L'azienda è nota soprattutto per la produzione di serie di videogiochi di ruolo alla giapponese di successo quali Final Fantasy, Dragon Quest e Kingdom Hearts. Tra le serie di sue proprietà, Final Fantasy è il franchise di maggiore successo, con oltre 130 milioni di unità vendute. La serie di Dragon Quest ha venduto oltre 71 milioni di unità in tutto il mondo ed è una delle serie di videogiochi più popolare in Giappone, mentre la serie di Kingdom Hearts ha venduto oltre 24 milioni di copie in tutto il mondo.
Fin dalla sua fondazione, Square Enix ha sviluppato e pubblicato centinaia di titoli per numerosi franchise e piattaforme diverse. Dal settembre 2005 ha acquisito la Taito Corporation, che continua a pubblicare i propri titoli, ed ha acquisito la Eidos Interactive nell'aprile 2009, la quale da allora si è unita alla filiale europea di Square Enix ed ha cambiato nome in Square Enix Europe. La seguente lista include i giochi sviluppati e pubblicati da Square Enix dopo la sua fondazione. Non include i titoli pubblicati da Taito, ma comprende i giochi pubblicati da Square Enix Europe. Per i giochi pubblicati prima della fusione del 2003, consultare Lista dei videogiochi di Square e Lista dei videogiochi di Enix.

## Lista di giochi
| Titolo                                                           | Piattaforma          | Uscita                        | Sviluppatore                                    | JP                      | NA         | EU         | AUS             | Fonte                           |
| ---------------------------------------------------------------- | -------------------- | ----------------------------- | ----------------------------------------------- | ----------------------- | ---------- | ---------- | --------------- | ------------------------------- |
| Bakusou Yankee Damashii                                          | Microsoft Windows    | 23 maggio 2003                | Atelier Double                                  | ✔                       |            |            |                 | [ 6 ]                           |
| Hanjuku Hero Tai 3D                                              | PlayStation 2        | 26 giugno 2003                | Square Enix                                     | ✔                       |            |            |                 | [ 7 ]                           |
| All Star Pro-Wrestling III                                       | PlayStation 2        | 7 agosto 2003                 | Square Enix                                     | ✔                       |            |            |                 | [ 8 ]                           |
| Final Fantasy Crystal Chronicles                                 | GameCube             | 8 agosto 2003                 | Square Enix                                     | ✔                       | ✔          | ✔          | ✔               | [ 9 ]                           |
| Sword of Mana                                                    | Game Boy Advance     | 29 agosto 2003                | Brownie Brown                                   | ✔                       | ✔          | ✔          | ✔               | [ 10 ]                          |
| Drakengard                                                       | PlayStation 2        | 11 settembre 2003             | Cavia                                           | ✔                       | ✔          | ✔          | ✔               | [ 11 ]                          |
| Kenshin Dragon Quest: Yomigaerishi Densetsu no Ken               | Televisore           | 19 settembre 2003             | Square Enix                                     | ✔                       |            |            |                 | [ 12 ]                          |
| The King of Automobile Companies                                 | Web browser          | 1 ottobre 2003                | thinkArts                                       | ✔                       |            |            |                 | [ 13 ]                          |
| Front Mission                                                    | PlayStation          | 23 ottobre 2003               | Square Enix                                     | ✔                       |            |            |                 | [ 14 ]                          |
| Slime MoriMori Dragon Quest: Shōgeki no Shippo Dan               | Game Boy Advance     | 14 novembre 2003              | TOSE                                            | ✔                       |            |            |                 | [ 15 ]                          |
| Final Fantasy X-2                                                | PlayStation 2        | 18 novembre 2003              | Square Enix                                     | ✔                       | ✔          | ✔          | ✔               | [ 17 ]                          |
| Front Mission 4                                                  | PlayStation 2        | 18 dicembre 2003              | Square Enix                                     | ✔                       | ✔          |            |                 | [ 18 ]                          |
| Fullmetal Alchemist and the Broken Angel                         | PlayStation 2        | 25 dicembre 2003              | Racjin                                          | ✔                       | ✔          |            |                 | [ 19 ]                          |
| Dragon Quest V: La sposa del destino                             | PlayStation 2        | 25 marzo 2004                 | ArtePiazza / Matrix Software                    | ✔                       |            |            |                 | [ 20 ]                          |
| Junk Metal                                                       | Microsoft Windows    | 12 aprile 2004                | Metro / BrainNavi                               | ✔                       |            |            |                 | [ 21 ]                          |
| Dragon Quest Characters: Torneko no Daibōken 3 Advance           | Game Boy Advance     | 24 giugno 2004                | Chunsoft / Rakish                               | ✔                       |            |            |                 | [ 22 ]                          |
| Final Fantasy I                                                  | Game Boy Advance     | 29 luglio 2004                | TOSE                                            | ✔                       | ✔          | ✔          | ✔               | [ 23 ]                          |
| Final Fantasy II                                                 | Game Boy Advance     | 29 luglio 2004                | TOSE                                            | ✔                       | ✔          | ✔          | ✔               | [ 23 ]                          |
| Fullmetal Alchemist 2: Curse of the Crimson Elixir               | PlayStation 2        | 22 settembre 2004             | Racjin                                          | ✔                       | ✔          |            |                 | [ 24 ]                          |
| EverQuest II                                                     | Microsoft Windows    | 8 novembre 2004               | Sony Online Entertainment                       | ✔                       |            |            |                 | [ 25 ]                          |
| Kingdom Hearts: Chain of Memories                                | Game Boy Advance     | 11 novembre 2004              | Square Enix / Jupiter                           | ✔                       | ✔          | ✔          |                 | [ 26 ]                          |
| Dragon Quest VIII: L’odissea del re maledetto                    | PlayStation 2        | 27 novembre 2004              | Level-5                                         | ✔                       | ✔          | ✔          | ✔               | [ 27 ]                          |
| La via della fortuna                                             | PlayStation 2        | 22 dicembre 2004              | Square Enix                                     | ✔                       |            |            |                 | [ 28 ]                          |
| Radiata Stories                                                  | PlayStation 2        | 27 gennaio 2005               | tri-Ace                                         | ✔                       | ✔          |            |                 | [ 29 ]                          |
| Musashi: Samurai Legend                                          | PlayStation 2        | 15 marzo 2005                 | Square Enix                                     | ✔                       | ✔          | ✔          |                 | [ 30 ]                          |
| Egg Monster Hero                                                 | Nintendo DS          | 24 marzo 2005                 | Neverland                                       | ✔                       |            |            |                 | [ 31 ] [ 32 ]                   |
| Romancing SaGa                                                   | PlayStation 2        | 21 aprile 2005                | Square Enix                                     | ✔                       | ✔          |            |                 | [ 33 ]                          |
| Front Mission: Online                                            | PlayStation 2        | 12 maggio 2005                | Square Enix                                     | ✔                       |            |            |                 | [ 34 ]                          |
| Hanjuku Hero 4: 7-Jin no Hanjuku Hero                            | PlayStation 2        | 26 maggio 2005                | Square Enix                                     | ✔                       |            |            |                 | [ 35 ]                          |
| Drakengard 2                                                     | PlayStation 2        | 16 giugno 2005                | Cavia                                           | ✔                       | ✔          | ✔          | ✔               | [ 36 ]                          |
| Fullmetal Alchemist 3: Kami o Tsugu Shōjo                        | PlayStation 2        | 21 luglio 2005                | Racjin                                          | ✔                       |            |            |                 | [ 37 ]                          |
| Grandia III                                                      | PlayStation 2        | 4 agosto 2005                 | Game Arts                                       | ✔                       | ✔          |            |                 | [ 38 ]                          |
| Heavy Metal Thunder                                              | PlayStation 2        | 1 settembre 2005              | Media.Vision                                    | ✔                       |            |            |                 | [ 39 ]                          |
| Code Age Commanders                                              | PlayStation 2        | 13 ottobre 2005               | Square Enix                                     | ✔                       |            |            |                 | [ 40 ]                          |
| Dragon Quest Heroes: Rocket Slime                                | Nintendo DS          | 1 dicembre 2005               | TOSE                                            | ✔                       | ✔          |            |                 | [ 41 ]                          |
| Front Mission: Online                                            | Microsoft Windows    | 8 dicembre 2005               | Square Enix                                     | ✔                       |            |            |                 | [ 42 ]                          |
| Final Fantasy IV Advance                                         | Game Boy Advance     | 15 dicembre 2005              | TOSE                                            | ✔                       | ✔          | ✔          | ✔               | [ 43 ]                          |
| Kingdom Hearts II                                                | PlayStation 2        | 22 dicembre 2005              | Square Enix                                     | ✔                       | ✔          | ✔          | ✔               | [ 44 ]                          |
| Front Mission 5: Scars of the War                                | PlayStation 2        | 29 dicembre 2005              | Square Enix                                     | ✔                       |            |            |                 | [ 45 ]                          |
| Dirge of Cerberus: Final Fantasy VII                             | PlayStation 2        | 26 gennaio 2006               | Square Enix                                     | ✔                       | ✔          | ✔          | ✔               | [ 46 ]                          |
| Fantasy Earth: Zero                                              | Microsoft Windows    | 23 febbraio 2006              | Fenix Soft                                      | ✔                       | ✔          |            |                 | [ 47 ]                          |
| Children of Mana                                                 | Nintendo DS          | 2 marzo 2006                  | Nex Entertainment                               | ✔                       | ✔          | ✔          | ✔               | [ 48 ]                          |
| Valkyrie Profile: Lenneth                                        | PlayStation Portable | 2 marzo 2006                  | TOSE                                            | ✔                       | ✔          | ✔          | ✔               | [ 49 ] [ 50 ]                   |
| Final Fantasy XII                                                | PlayStation 2        | 16 marzo 2006                 | Square Enix                                     | ✔                       | ✔          | ✔          | ✔               | [ 51 ]                          |
| Final Fantasy XI                                                 | Xbox 360             | 18 aprile 2006                | Square Enix                                     | ✔                       | ✔          | ✔          |                 | [ 52 ]                          |
| Dragon Quest: Shōnen Yangus to Fushigi no Dungeon                | PlayStation 2        | 20 aprile 2006                | Cavia                                           | ✔                       |            |            |                 | [ 53 ]                          |
| Dragon Quest & Final Fantasy in Itadaki Street Portable          | PlayStation Portable | 25 maggio 2006                | Think Garage                                    | ✔                       |            |            |                 | [ 54 ] [ 55 ]                   |
| Valkyrie Profile 2: Silmeria                                     | PlayStation 2        | 22 giugno 2006                | tri-Ace                                         | ✔                       | ✔          | ✔          | ✔               | [ 56 ]                          |
| Mario Hoops 3-on-3                                               | Nintendo DS          | 27 luglio 2006                | Square Enix                                     | ✔                       | ✔          | ✔          | ✔               | [ 57 ]                          |
| Final Fantasy III                                                | Nintendo DS          | 24 agosto 2006                | Matrix Software                                 | ✔                       | ✔          | ✔          | ✔               | [ 58 ]                          |
| Final Fantasy III                                                | PlayStation Portable | 20 settembre 2012             | Square Enix                                     | ✔                       | ✔          | ✔          |                 | [ 59 ]                          |
| Final Fantasy III                                                | Ouya                 | 29 marzo 2013                 | Square Enix                                     | ✔                       | ✔          | ✔          | ✔               | [ 60 ]                          |
| Project Sylpheed                                                 | Xbox 360             | 28 settembre 2006             | Game Arts / SETA                                | ✔                       | ✔          | ✔          | ✔               | [ 61 ] [ 62 ]                   |
| Final Fantasy V Advance                                          | Game Boy Advance     | 12 ottobre 2006               | TOSE                                            | ✔                       | ✔          | ✔          | ✔               | [ 63 ] [ 64 ]                   |
| Final Fantasy VI Advance                                         | Game Boy Advance     | 30 novembre 2006              | TOSE                                            | ✔                       | ✔          | ✔          | ✔               | [ 65 ] [ 66 ]                   |
| Final Fantasy Fables: Chocobo Tales                              | Nintendo DS          | 14 dicembre 2006              | h.a.n.d.                                        | ✔                       | ✔          | ✔          | ✔               | [ 67 ]                          |
| Dawn of Mana                                                     | PlayStation 2        | 21 dicembre 2006              | Square Enix                                     | ✔                       | ✔          |            |                 | [ 68 ]                          |
| Dragon Quest Monsters: Joker                                     | Nintendo DS          | 28 dicembre 2006              | TOSE                                            | ✔                       | ✔          | ✔          | ✔               | [ 69 ]                          |
| Heroes of Mana                                                   | Nintendo DS          | 8 marzo 2007                  | Brownie Brown                                   | ✔                       | ✔          | ✔          | ✔               | [ 70 ]                          |
| Front Mission                                                    | Nintendo DS          | 22 marzo 2007                 | Square Enix                                     | ✔                       | ✔          |            |                 | [ 71 ]                          |
| Kingdom Hearts II Final Mix+                                     | PlayStation 2        | 29 marzo 2007                 | Square Enix                                     | ✔                       |            |            |                 | [ 72 ]                          |
| Concerto Gate                                                    | Microsoft Windows    | 6 aprile 2007                 | ponsbic                                         | ✔                       |            |            |                 | [ 73 ]                          |
| Final Fantasy                                                    | PlayStation Portable | 19 aprile 2007                | TOSE                                            | ✔                       | ✔          | ✔          | ✔               | [ 74 ]                          |
| Final Fantasy XII: Revenant Wings                                | Nintendo DS          | 26 aprile 2007                | Think & Feel                                    | ✔                       | ✔          | ✔          | ✔               | [ 75 ] [ 76 ]                   |
| Final Fantasy Tactics: The War of the Lions                      | PlayStation Portable | 10 maggio 2007                | Square Enix                                     | ✔                       | ✔          | ✔          | ✔               | [ 77 ]                          |
| Odin Sphere                                                      | PlayStation 2        | 17 maggio 2007                | Vanillaware                                     |                         |            | ✔          | ✔               | [ 79 ]                          |
| Dragon Quest: Monster Battle Road                                | Arcade               | 21 giugno 2007                | Rocket Studio                                   | ✔                       |            |            |                 | [ 80 ] [ 81 ]                   |
| Final Fantasy II                                                 | PlayStation Portable | 7 giugno 2007                 | TOSE                                            | ✔                       | ✔          | ✔          | ✔               | [ 82 ]                          |
| Itadaki Street DS                                                | Nintendo DS          | 21 giugno 2007                | Think Garage                                    | ✔                       |            |            |                 | [ 54 ] [ 83 ]                   |
| Dragon Quest Swords: The Masked Queen and the Tower of Mirrors   | Wii                  | 12 luglio 2007                | Genius Sonority / Eighting                      | ✔                       | ✔          | ✔          | ✔               | [ 84 ]                          |
| The World Ends with You                                          | Nintendo DS          | 27 luglio 2007                | Square Enix / Jupiter                           | ✔                       | ✔          | ✔          | ✔               | [ 85 ]                          |
| Final Fantasy XII International Zodiac Job System                | PlayStation 2        | 9 agosto 2007                 | Square Enix                                     | ✔                       |            |            |                 | [ 86 ] [ 87 ]                   |
| Final Fantasy Crystal Chronicles: Ring of Fates                  | Nintendo DS          | 23 agosto 2007                | Square Enix                                     | ✔                       | ✔          | ✔          | ✔               | [ 88 ]                          |
| Crisis Core: Final Fantasy VII                                   | PlayStation Portable | 13 settembre 2007             | Square Enix                                     | ✔                       | ✔          | ✔          | ✔               | [ 89 ]                          |
| Final Fantasy Tactics A2: Grimoire of the Rift                   | Nintendo DS          | 25 ottobre 2007               | Square Enix                                     | ✔                       | ✔          | ✔          | ✔               | [ 90 ]                          |
| Call of Duty 4: Modern Warfare                                   | PlayStation 3        | 5 novembre 2007               | Infinity Ward                                   | ✔                       |            |            |                 | [ 92 ]                          |
| Call of Duty 4: Modern Warfare                                   | Xbox 360             | 5 novembre 2007               | Infinity Ward                                   | ✔                       | [ 93 ]     |            |                 |                                 |
| Yosumin DS                                                       | Nintendo DS          | 8 novembre 2007               | Square Enix                                     | ✔                       |            |            |                 | [ 94 ]                          |
| Dragon Quest IV: Le cronache dei prescelti                       | Nintendo DS          | 22 novembre 2007              | ArtePiazza / Cattle Call                        | ✔                       | ✔          | ✔          | ✔               | [ 95 ] [ 96 ]                   |
| Final Fantasy Fables: Chocobo's Dungeon                          | Wii                  | 13 dicembre 2007              | h.a.n.d.                                        | ✔                       | ✔          | ✔          | ✔               | [ 97 ]                          |
| Final Fantasy IV                                                 | Nintendo DS          | 20 dicembre 2007              | Matrix Software                                 | ✔                       | ✔          | ✔          | ✔               | [ 98 ]                          |
| Star Ocean: First Departure                                      | PlayStation Portable | 27 dicembre 2007              | TOSE                                            | ✔                       | ✔          | ✔          |                 | [ 99 ]                          |
| Exit DS                                                          | Nintendo DS          | 24 gennaio 2008               | Moss                                            | ✔                       | ✔          | ✔          | ✔               | [ 101 ] [ 102 ]                 |
| The Legend of Kage 2                                             | Nintendo DS          | 13 marzo 2008                 | Taito / Lancarse                                | ✔                       | ✔          | ✔          | ✔               | [ 103 ] [ 104 ]                 |
| Final Fantasy Crystal Chronicles: My Life as a King              | Wii                  | 25 marzo 2008                 | Square Enix                                     | ✔                       | ✔          | ✔          |                 | [ 105 ]                         |
| Star Ocean: Second Evolution                                     | PlayStation Portable | 2 aprile 2008                 | TOSE                                            | ✔                       | ✔          | ✔          | ✔               | [ 106 ]                         |
| Star Ocean: Second Evolution                                     | PlayStation 4        | 28 ottobre 2015               | TOSE                                            | ✔                       |            |            |                 | [ 107 ]                         |
| Star Ocean: Second Evolution                                     | PlayStation Vita     | 28 ottobre 2015               | TOSE                                            | ✔                       | [ 107 ]    |            |                 |                                 |
| Star Ocean: Second Evolution                                     | PlayStation 3        | 24 dicembre 2015              | TOSE                                            | ✔                       |            |            |                 | [ 107 ]                         |
| Fron Mission 2089: Border of Madness                             | Nintendo DS          | 29 maggio 2008                | h.a.n.d.                                        | ✔                       |            |            |                 | [ 108 ]                         |
| Arkanoid DS                                                      | Nintendo DS          | 17 giugno 2008                | Taito                                           | ✔                       | ✔          | ✔          | ✔               | [ 109 ]                         |
| Lord of Vermilion                                                | Arcade               | 17 giugno 2008                | Think Garage                                    | ✔                       |            |            |                 | [ 54 ] [ 110 ]                  |
| Space Invaders Extreme                                           | Nintendo DS          | 17 giugno 2008                | Taito                                           | ✔                       | ✔          | ✔          | ✔               | [ 111 ]                         |
| Space Invaders Extreme                                           | PlayStation Portable | 17 giugno 2008                | Taito                                           | ✔                       | ✔          | ✔          | ✔               | [ 112 ] [ 113 ]                 |
| Nanashi no Game                                                  | Nintendo DS          | 3 luglio 2008                 | Epics                                           | ✔                       |            |            |                 | [ 114 ] [ 115 ]                 |
| Shin Megami Tensei: Persona 4                                    | PlayStation 2        | 10 luglio 2008                | Atlus                                           |                         |            | ✔          | ✔               | [ 116 ]                         |
| Dragon Quest V: La sposa del destino                             | Nintendo DS          | 17 luglio 2008                | ArtePiazza                                      | ✔                       | ✔          | ✔          | ✔               | [ 117 ]                         |
| Sigma Harmonics                                                  | Nintendo DS          | 21 agosto 2008                | Square Enix / Think Garage                      | ✔                       |            |            |                 | [ 54 ] [ 118 ]                  |
| Infinite Undiscovery                                             | Xbox 360             | 2 settembre 2008              | tri-Ace                                         | ✔                       | ✔          | ✔          | ✔               | [ 119 ]                         |
| Soul Eater: Monotone Princess                                    | Wii                  | 25 settembre 2008             | Square Enix                                     | ✔                       |            |            |                 | [ 120 ]                         |
| Snoopy DS: Let's Go Meet Snoopy and His Friends!                 | Nintendo DS          | 9 ottobre 2008                | Square Enix                                     | ✔                       |            |            |                 | [ 121 ]                         |
| Cid to Chocobo no Fushigina Dungeon Toki Wasure no Meikyū DS+    | Nintendo DS          | 30 ottobre 2008               | h.a.n.d.                                        | ✔                       |            |            |                 | [ 122 ] [ 123 ]                 |
| Valkyrie Profile: Covenant of the Plume                          | Nintendo DS          | 1 novembre 2008               | tri-Ace                                         | ✔                       | ✔          | ✔          | ✔               | [ 124 ]                         |
| Quantum of Solace                                                | PlayStation 2        | 4 novembre 2008               | Treyarch                                        | ✔                       |            |            |                 | [ 125 ]                         |
| Quantum of Solace                                                | PlayStation 3        | 4 novembre 2008               | Treyarch                                        | ✔                       | [ 126 ]    |            |                 |                                 |
| Quantum of Solace                                                | Wii                  | 4 novembre 2008               | Treyarch                                        | ✔                       | [ 127 ]    |            |                 |                                 |
| Quantum of Solace                                                | Xbox 360             | 4 novembre 2008               | Treyarch                                        | ✔                       | [ 128 ]    |            |                 |                                 |
| Pingu's Wonderful Carnival!                                      | Nintendo DS          | 6 novembre 2008               | Square Enix                                     | ✔                       |            |            |                 | [ 129 ]                         |
| Chrono Trigger                                                   | Nintendo DS          | 20 novembre 2008              | TOSE                                            | ✔                       | ✔          | ✔          | ✔               | [ 130 ]                         |
| Chrono Trigger                                                   | Microsoft Windows    | 27 febbraio 2018              | TOSE                                            | ✔                       | ✔          | ✔          | ✔               | [ 131 ]                         |
| The Last Remnant                                                 | Xbox 360             | 20 novembre 2008              | Square Enix                                     | ✔                       | ✔          | ✔          | ✔               | [ 132 ]                         |
| The Last Remnant                                                 | Microsoft Windows    | 20 marzo 2009                 | Square Enix                                     | ✔                       | ✔          | ✔          | ✔               | [ 133 ]                         |
| Chocobo to Mahō no Ehon: Majō to Shōjo to Gonin no Yūsha         | Nintendo DS          | 11 dicembre 2008              | h.a.n.d.                                        | ✔                       |            |            |                 | [ 123 ] [ 134 ]                 |
| Dissidia Final Fantasy                                           | PlayStation Portable | 18 dicembre 2008              | Square Enix                                     | ✔                       | ✔          | ✔          | ✔               | [ 135 ]                         |
| Space Bust-a-Move                                                | Nintendo DS          | 18 dicembre 2008              | Taito / Lancarse                                | ✔                       | ✔          | ✔          |                 | [ 104 ] [ 136 ]                 |
| LostWinds                                                        | Wii                  | 24 dicembre 2008              | Frontier Developments                           | ✔                       | ✔          | ✔          |                 | [ 137 ]                         |
| Final Fantasy Crystal Chronicles: Echoes of Time                 | Nintendo DS          | 29 gennaio 2009               | Square Enix                                     | ✔                       | ✔          | ✔          | ✔               | [ 138 ]                         |
| Final Fantasy Crystal Chronicles: Echoes of Time                 | Wii                  | 29 gennaio 2009               | Square Enix                                     | ✔                       | ✔          | ✔          | ✔               | [ 139 ]                         |
| Star Ocean: The Last Hope                                        | Xbox 360             | 19 febbraio 2009              | tri-Ace                                         | ✔                       | ✔          | ✔          | ✔               | [ 140 ]                         |
| My Pet Shop                                                      | Nintendo DS          | 27 febbraio 2009              | Taito                                           |                         | ✔          | ✔          | ✔               | [ 141 ] [ 142 ] [ 143 ]         |
| Kuroshitsuji: Phantom & Ghost                                    | Nintendo DS          | 19 marzo 2009                 | Square Enix                                     | ✔                       |            |            |                 | [ 144 ]                         |
| Space Invaders Extreme 2                                         | Nintendo DS          | 26 marzo 2009                 | Taito / Project Just                            | ✔                       | ✔          | ✔          |                 | [ 145 ] [ 146 ]                 |
| Major Minor's Majestic March                                     | Wii                  | 23 aprile 2009                | NanaOn-Sha                                      | ✔                       | ✔          | ✔          | ✔               | [ 148 ] [ 149 ]                 |
| Kingdom Hearts 358/2 Days                                        | Nintendo DS          | 30 maggio 2009                | h.a.n.d.                                        | ✔                       | ✔          | ✔          | ✔               | [ 150 ]                         |
| Final Fantasy IV: The After Years                                | Wii                  | 1 giugno 2009                 | Matrix Software                                 | ✔                       | ✔          | ✔          |                 | [ 151 ]                         |
| Dragon Quest Wars                                                | Nintendo DS          | 24 giugno 2009                | Intelligent Systems                             | ✔                       | ✔          | ✔          | ✔               | [ 152 ]                         |
| Final Fantasy Crystal Chronicles: My Life as a Darklord          | Wii                  | 30 giugno 2009                | Square Enix                                     | ✔                       | ✔          | ✔          |                 | [ 153 ]                         |
| Dragon Quest IX: Le sentinelle del cielo                         | Nintendo DS          | 11 luglio 2009                | Level-5                                         | ✔                       | ✔          | ✔          | ✔               | [ 154 ]                         |
| Blood of Bahamut                                                 | Nintendo DS          | 6 agosto 2009                 | Think & Feel                                    | ✔                       |            |            |                 | [ 76 ] [ 155 ]                  |
| Fullmetal Alchemist: Prince of the Dawn                          | Wii                  | 13 agosto 2009                | Eighting                                        | ✔                       |            |            |                 | [ 156 ] [ 157 ]                 |
| Batman: Arkham Asylum                                            | PlayStation 3        | 25 agosto 2009                | Rocksteady Studios                              | ✔                       | ✔          | ✔          | ✔               | [ 158 ]                         |
| Batman: Arkham Asylum                                            | Xbox 360             | 25 agosto 2009                | Rocksteady Studios                              | ✔                       | ✔          | ✔          | ✔               | [ 158 ]                         |
| Nanashi no Game Me                                               | Nintendo DS          | 27 agosto 2009                | Epics                                           | ✔                       |            |            |                 | [ 159 ] [ 160 ]                 |
| Mini Ninjas                                                      | Microsoft Windows    | 8 settembre 2009              | IO Interactive                                  |                         | ✔          | ✔          | ✔               | [ 161 ]                         |
| Mini Ninjas                                                      | Nintendo DS          | 8 settembre 2009              | IO Interactive                                  | [ 161 ]                 | ✔          | ✔          | ✔               |                                 |
| Mini Ninjas                                                      | PlayStation 3        | 8 settembre 2009              | IO Interactive                                  | [ 161 ]                 | ✔          | ✔          | ✔               |                                 |
| Mini Ninjas                                                      | Wii                  | 8 settembre 2009              | IO Interactive                                  | [ 161 ]                 | ✔          | ✔          | ✔               |                                 |
| Mini Ninjas                                                      | Xbox 360             | 8 settembre 2009              | IO Interactive                                  | [ 161 ]                 | ✔          | ✔          | ✔               |                                 |
| Mini Ninjas                                                      | PlayStation 3        | 31 gennaio 2012               | IO Interactive                                  | [ 161 ]                 | ✔          | ✔          | ✔               |                                 |
| Batman: Arkham Asylum                                            | Microsoft Windows    | 15 settembre 2009             | Rocksteady Studios                              | ✔                       | ✔          | ✔          | ✔               | [ 158 ]                         |
| SaGa 2: Hihō Densetsu Goddess of Destiny                         | Nintendo DS          | 17 settembre 2009             | Square Enix                                     | ✔                       |            |            |                 | [ 162 ]                         |
| Dragon Quest: Monster Battle Road II Legends                     | Arcade               | 11 settembre 2009             | Rocket Studio                                   | ✔                       |            |            |                 | [ 81 ] [ 163 ]                  |
| Order of War                                                     | Microsoft Windows    | 18 settembre 2009             | Wargaming.net                                   |                         | ✔          | ✔          | ✔               | [ 164 ]                         |
| Lord of Vermilion II                                             | Arcade               | 30 settembre 2009             | Square Enix                                     | ✔                       |            |            |                 | [ 165 ]                         |
| Final Fantasy: The 4 Heroes of Light                             | Nintendo DS          | 29 ottobre 2009               | Square Enix / Matrix Software                   | ✔                       | ✔          | ✔          | ✔               | [ 166 ]                         |
| Dissidia: Final Fantasy Universal Tuning                         | PlayStation Portable | 1 novembre 2009               | Square Enix                                     | ✔                       |            |            |                 | [ 135 ]                         |
| Call of Duty: Modern Warfare 2                                   | Microsoft Windows    | 10 novembre 2009              | Infinity Ward                                   | ✔                       |            |            |                 | [ 167 ]                         |
| Call of Duty: Modern Warfare 2                                   | PlayStation 3        | 10 novembre 2009              | Infinity Ward                                   | ✔                       | [ 168 ]    |            |                 |                                 |
| Call of Duty: Modern Warfare 2                                   | Xbox 360             | 10 novembre 2009              | Infinity Ward                                   | ✔                       | [ 169 ]    |            |                 |                                 |
| Final Fantasy Crystal Chronicles: The Crystal Bearers            | Wii                  | 12 novembre 2009              | Square Enix                                     | ✔                       | ✔          | ✔          | ✔               | [ 170 ]                         |
| Gyromancer                                                       | Microsoft Windows    | 18 novembre 2009              | PopCap Games                                    | ✔                       | ✔          | ✔          | ✔               | [ 171 ] [ 172 ]                 |
| Gyromancer                                                       | Xbox 360             | 18 novembre 2009              | PopCap Games                                    | ✔                       | ✔          | ✔          | ✔               | [ 172 ] [ 173 ]                 |
| Cross Treasures                                                  | Nintendo DS          | 3 dicembre 2009               | syn Sophia                                      | ✔                       |            |            |                 | [ 174 ] [ 175 ]                 |
| Fullmetal Alchemist: Daughter of the Dusk                        | Wii                  | 10 dicembre 2009              | Eighting                                        | ✔                       |            |            |                 | [ 157 ] [ 176 ]                 |
| Final Fantasy XIII                                               | PlayStation 3        | 17 dicembre 2009              | Square Enix                                     | ✔                       | ✔          | ✔          | ✔               | [ 177 ]                         |
| Final Fantasy XIII                                               | Xbox 360             | 9 marzo 2010                  | Square Enix                                     | ✔                       | ✔          | ✔          | ✔               | [ 178 ]                         |
| Final Fantasy XIII                                               | Microsoft Windows    | 9 ottobre 2014                | Square Enix                                     | ✔                       | ✔          | ✔          | ✔               | [ 179 ]                         |
| 0 Day: Attack on Earth                                           | Xbox 360             | 23 dicembre 2009              | Gulti                                           | ✔                       | ✔          | ✔          |                 | [ 180 ]                         |
| Kingdom Hearts Birth by Sleep                                    | PlayStation Portable | 9 gennaio 2010                | Square Enix                                     | ✔                       | ✔          | ✔          | ✔               | [ 181 ]                         |
| Death By Cube                                                    | Xbox 360             | 20 gennaio 2010               | Premium Agency                                  | ✔                       | ✔          |            |                 | [ 182 ]                         |
| Dragon Quest VI: Nel Regno dei Sogni                             | Nintendo DS          | 28 gennaio 2010               | ArtePiazza                                      | ✔                       | ✔          | ✔          | ✔               | [ 183 ]                         |
| Thexder Neo                                                      | PlayStation 3        | 28 gennaio 2010               | Square                                          | ✔                       | ✔          | ✔          | ✔               | [ 184 ]                         |
| Star Ocean: The Last Hope International                          | PlayStation 3        | 4 febbraio 2010               | tri-Ace                                         | ✔                       | ✔          | ✔          | ✔               | [ 185 ]                         |
| Pony Friends 2                                                   | Microsoft Windows    | 23 febbraio 2010              | Tantalus Media                                  |                         | ✔          | ✔          | ✔               | [ 186 ] [ 187 ] [ 188 ]         |
| Pony Friends 2                                                   | Nintendo DS          | 23 febbraio 2010              | Tantalus Media                                  | [ 187 ] [ 189 ]         | ✔          | ✔          | ✔               |                                 |
| Pony Friends 2                                                   | Wii                  | 23 febbraio 2010              | Tantalus Media                                  | [ 187 ] [ 188 ] [ 190 ] | ✔          | ✔          | ✔               |                                 |
| Lufia: Curse of the Sinistrals                                   | Nintendo DS          | 25 febbraio 2010              | Neverland                                       | ✔                       | ✔          |            |                 | [ 191 ]                         |
| Supreme Commander 2                                              | Microsoft Windows    | 2 marzo 2010                  | Gas Powered Games                               | ✔                       | ✔          | ✔          | ✔               | [ 192 ]                         |
| Supreme Commander 2                                              | Xbox 360             | 2 marzo 2010                  | Gas Powered Games                               | ✔                       | ✔          | ✔          | ✔               | [ 193 ]                         |
| Oyako de Asobo: Miffy no Omocha Bako                             | Wii                  | 18 marzo 2010                 | h.a.n.d.                                        | ✔                       |            |            |                 | [ 123 ] [ 194 ]                 |
| Just Cause 2                                                     | Microsoft Windows    | 23 marzo 2010                 | Avalanche Studios                               | ✔                       | ✔          | ✔          | ✔               | [ 195 ]                         |
| Just Cause 2                                                     | PlayStation 3        | 23 marzo 2010                 | Avalanche Studios                               | ✔                       | ✔          | ✔          | ✔               | [ 196 ]                         |
| Just Cause 2                                                     | Xbox 360             | 23 marzo 2010                 | Avalanche Studios                               | ✔                       | ✔          | ✔          | ✔               | [ 197 ]                         |
| Nier                                                             | PlayStation 3        | 22 aprile 2010                | Cavia                                           | ✔                       | ✔          | ✔          | ✔               | [ 198 ]                         |
| Nier                                                             | Xbox 360             | 22 aprile 2010                | Cavia                                           | ✔                       | ✔          | ✔          | ✔               | [ 199 ]                         |
| Dragon Quest Monsters: Joker 2                                   | Nintendo DS          | 28 aprile 2010                | TOSE                                            | ✔                       | ✔          | ✔          | ✔               | [ 200 ]                         |
| Blur                                                             | PlayStation 3        | 25 maggio 2010                | Bizarre Creations                               | ✔                       |            |            |                 | [ 201 ]                         |
| Blur                                                             | Xbox 360             | 25 maggio 2010                | Bizarre Creations                               | ✔                       | [ 202 ]    |            |                 |                                 |
| The Tales of Bearsworth Manor                                    | Wii                  | 21 giugno 2010                | Square Enix                                     | ✔                       | ✔          | ✔          |                 | [ 203 ] [ 204 ]                 |
| Singularity                                                      | PlayStation 3        | 25 giugno 2010                | Raven Software                                  | ✔                       |            |            |                 | [ 205 ]                         |
| Singularity                                                      | Xbox 360             | 25 giugno 2010                | Raven Software                                  | ✔                       | [ 206 ]    |            |                 |                                 |
| Dragon Quest: Monster Battle Road Victory                        | Wii                  | luglio 15 2010                | Rocket Studio / Eighting                        | ✔                       |            |            |                 | [ 207 ] [ 208 ]                 |
| Densha de Go! Tokubetsu-hen: Fukkatsu Shouwa no Yamatesen        | Nintendo DS          | 22 luglio 2010                | Square Enix                                     | ✔                       |            |            |                 | [ 209 ]                         |
| Kane & Lynch 2: Dog Days                                         | Microsoft Windows    | 17 agosto 2010                | IO Interactive                                  |                         | ✔          | ✔          | ✔               | [ 210 ]                         |
| Kane & Lynch 2: Dog Days                                         | PlayStation 3        | 17 agosto 2010                | IO Interactive                                  | ✔                       | ✔          | ✔          | ✔               | [ 211 ]                         |
| Kane & Lynch 2: Dog Days                                         | Xbox 360             | 17 agosto 2010                | IO Interactive                                  | ✔                       | ✔          | ✔          | ✔               | [ 212 ]                         |
| Lara Croft and the Guardian of Light                             | PlayStation 3        | 18 agosto 2010                | Crystal Dynamics                                | ✔                       | ✔          | ✔          | ✔               | [ 213 ]                         |
| Lara Croft and the Guardian of Light                             | Xbox 360             | 18 agosto 2010                | Crystal Dynamics                                | ✔                       | ✔          | ✔          |                 | [ 214 ]                         |
| Space Invaders Infinity Gene                                     | PlayStation 3        | 14 settembre 2010             | Taito                                           |                         | ✔          | ✔          |                 | [ 215 ]                         |
| Space Invaders Infinity Gene                                     | Xbox 360             | 14 settembre 2010             | Taito                                           | [ 215 ]                 | ✔          | ✔          |                 |                                 |
| Front Mission Evolved                                            | Microsoft Windows    | 16 settembre 2010             | Double Helix Games                              | ✔                       | ✔          | ✔          | ✔               | [ 216 ]                         |
| Front Mission Evolved                                            | PlayStation 3        | 16 settembre 2010             | Double Helix Games                              | ✔                       | ✔          | ✔          | ✔               | [ 217 ]                         |
| Front Mission Evolved                                            | Xbox 360             | 16 settembre 2010             | Double Helix Games                              | ✔                       | ✔          | ✔          | ✔               | [ 218 ]                         |
| Final Fantasy XIV                                                | Microsoft Windows    | 22 settembre 2010             | Square Enix                                     | ✔                       | ✔          | ✔          | ✔               | [ 219 ]                         |
| Kingdom Hearts Re:coded                                          | Nintendo DS          | 7 ottobre 2010                | h.a.n.d.                                        | ✔                       | ✔          | ✔          | ✔               | [ 123 ] [ 220 ]                 |
| Lord of Arcana                                                   | PlayStation Portable | 14 ottobre 2010               | Access Games                                    | ✔                       | ✔          | ✔          | ✔               | [ 221 ]                         |
| James Bond 007: Blood Stone                                      | PlayStation 3        | 2 novembre 2010               | Bizarre Creations                               | ✔                       |            |            |                 | [ 222 ]                         |
| James Bond 007: Blood Stone                                      | Xbox 360             | 2 novembre 2010               | Bizarre Creations                               | ✔                       | [ 223 ]    |            |                 |                                 |
| Call of Duty: Black Ops                                          | Microsoft Windows    | 9 novembre 2010               | Treyarch                                        | ✔                       |            |            |                 | [ 224 ]                         |
| Call of Duty: Black Ops                                          | PlayStation 3        | 9 novembre 2010               | Treyarch                                        | ✔                       | [ 225 ]    |            |                 |                                 |
| Call of Duty: Black Ops                                          | Xbox 360             | 9 novembre 2010               | Treyarch                                        | ✔                       | [ 226 ]    |            |                 |                                 |
| Tactics Ogre: Let Us Cling Together                              | PlayStation Portable | 11 novembre 2010              | Square Enix                                     | ✔                       | ✔          | ✔          | ✔               | [ 227 ]                         |
| Mario Sports Mix                                                 | Wii                  | 25 novembre 2010              | Square Enix                                     | ✔                       | ✔          | ✔          | ✔               | [ 228 ]                         |
| The 3rd Birthday                                                 | PlayStation Portable | 22 dicembre 2010              | Square Enix / HexaDrive                         | ✔                       | ✔          | ✔          | ✔               | [ 229 ]                         |
| SaGa 3: Shadow or Light                                          | Nintendo DS          | 6 gennaio 2011                | Racjin                                          | ✔                       |            |            |                 | [ 230 ] [ 231 ]                 |
| MindJack                                                         | PlayStation 3        | 18 gennaio 2011               | feelplus                                        | ✔                       | ✔          | ✔          | ✔               | [ 232 ] [ 233 ]                 |
| MindJack                                                         | Xbox 360             | 18 gennaio 2011               | feelplus                                        | ✔                       | ✔          | ✔          | ✔               | [ 234 ]                         |
| Kingdom Hearts Birth by Sleep Final Mix                          | PlayStation Portable | 20 gennaio 2011               | Square Enix                                     | ✔                       |            |            |                 | [ 181 ]                         |
| Bust-a-Move Universe                                             | Nintendo 3DS         | 26 febbraio 2011              | Arika                                           | ✔                       | ✔          | ✔          | ✔               | [ 235 ]                         |
| Dissidia 012 Final Fantasy                                       | PlayStation Portable | 3 marzo 2011                  | Square Enix                                     | ✔                       | ✔          | ✔          | ✔               | [ 236 ]                         |
| Final Fantasy IV: The Complete Collection                        | PlayStation Portable | 24 marzo 2011                 | Square Enix                                     | ✔                       | ✔          | ✔          | ✔               | [ 237 ]                         |
| Moon Diver                                                       | PlayStation 3        | 29 marzo 2011                 | feelplus                                        | ✔                       | ✔          | ✔          | ✔               | [ 238 ]                         |
| Dragon Quest Monsters: Joker 2 Professional                      | Nintendo DS          | 31 marzo 2011                 | TOSE                                            | ✔                       |            |            |                 | [ 239 ]                         |
| Moon Diver                                                       | Xbox 360             | 4 maggio 2011                 | feelplus                                        | ✔                       | ✔          | ✔          |                 | [ 238 ]                         |
| Dungeon Siege III                                                | Microsoft Windows    | 17 giugno 2011                | Obsidian Entertainment                          | ✔                       | ✔          | ✔          | ✔               | [ 240 ]                         |
| Dungeon Siege III                                                | PlayStation 3        | 17 giugno 2011                | Obsidian Entertainment                          | ✔                       | ✔          | ✔          | ✔               | [ 241 ] [ 242 ] [ 243 ] [ 244 ] |
| Dungeon Siege III                                                | Xbox 360             | 17 giugno 2011                | Obsidian Entertainment                          | ✔                       | ✔          | ✔          | ✔               | [ 245 ]                         |
| Deus Ex: Human Revolution                                        | Microsoft Windows    | 23 agosto 2011                | Eidos Montréal                                  | ✔                       | ✔          | ✔          | ✔               | [ 246 ]                         |
| Deus Ex: Human Revolution                                        | PlayStation 3        | 23 agosto 2011                | Eidos Montréal                                  | ✔                       | ✔          | ✔          | ✔               | [ 247 ]                         |
| Deus Ex: Human Revolution                                        | Xbox 360             | 23 agosto 2011                | Eidos Montréal                                  | ✔                       | ✔          | ✔          | ✔               | [ 248 ]                         |
| Deus Ex: Human Revolution                                        | OS X                 | 26 aprile 2012                | Eidos Montréal / Feral Interactive              | ✔                       | ✔          | ✔          | ✔               | [ 249 ]                         |
| Deus Ex: Human Revolution                                        | Wii U                | 22 ottobre 2013               | Eidos Montréal                                  | ✔                       | ✔          | ✔          | ✔               | [ 246 ]                         |
| Dead Island                                                      | Microsoft Windows    | 6 settembre 2011              | Techland                                        | ✔                       | ✔          | ✔          | ✔               | [ 251 ]                         |
| Dead Island                                                      | PlayStation 3        | 6 settembre 2011              | Techland                                        | ✔                       | ✔          | ✔          | ✔               | [ 252 ]                         |
| Dead Island                                                      | Xbox 360             | 6 settembre 2011              | Techland                                        | ✔                       | ✔          | ✔          | ✔               | [ 253 ]                         |
| Final Fantasy Type-0                                             | PlayStation Portable | 27 ottobre 2011               | Square Enix                                     | ✔                       |            |            |                 | [ 254 ]                         |
| Slime Mori Mori Dragon Quest 3                                   | Nintendo 3DS         | 2 novembre 2011               | TOSE                                            | ✔                       |            |            |                 | [ 255 ] [ 256 ]                 |
| Call of Duty: Modern Warfare 3                                   | Microsoft Windows    | 8 novembre 2011               | Infinity Ward / Sledgehammer                    | ✔                       |            |            |                 | [ 257 ]                         |
| Call of Duty: Modern Warfare 3                                   | PlayStation 3        | 8 novembre 2011               | Infinity Ward / Sledgehammer                    | ✔                       | [ 258 ]    |            |                 |                                 |
| Call of Duty: Modern Warfare 3                                   | Xbox 360             | 8 novembre 2011               | Infinity Ward / Sledgehammer                    | ✔                       | [ 259 ]    |            |                 |                                 |
| Fortune Street                                                   | Wii                  | 1 dicembre 2011               | Armor Project / ThinkGarage                     | ✔                       | ✔          | ✔          | ✔               | [ 260 ]                         |
| Final Fantasy XIII-2                                             | PlayStation 3        | 15 dicembre 2011              | Square Enix / tri-Ace                           | ✔                       | ✔          | ✔          | ✔               | [ 261 ]                         |
| Final Fantasy XIII-2                                             | Xbox 360             | 15 dicembre 2011              | Square Enix / tri-Ace                           | ✔                       | ✔          | ✔          | ✔               | [ 262 ]                         |
| Final Fantasy XIII-2                                             | Microsoft Windows    | 11 dicembre 2014              | Square Enix / tri-Ace                           | ✔                       | ✔          | ✔          | ✔               | [ 263 ]                         |
| Army Corps of Hell                                               | PlayStation Vita     | 17 dicembre 2011              | Entersphere                                     | ✔                       | ✔          | ✔          |                 | [ 264 ]                         |
| Lord of Apocalypse                                               | PlayStation Vita     | 17 dicembre 2011              | Access Games                                    | ✔                       |            |            |                 | [ 265 ]                         |
| Lord of Apocalypse                                               | PlayStation Portable | 17 dicembre 2011              | Access Games                                    | ✔                       | [ 265 ]    |            |                 |                                 |
| All Zombies Must Die!                                            | Xbox 360             | 28 dicembre 2011              | Doublesix                                       |                         | ✔          | ✔          |                 | [ 266 ]                         |
| Scarygirl                                                        | Xbox 360             | 18 gennaio 2012               | TikGames                                        |                         | ✔          | ✔          |                 | [ 267 ]                         |
| Scarygirl                                                        | PlayStation 3        | 24 gennaio 2012               | TikGames                                        | ✔                       | ✔          | ✔          | [ 268 ]         |                                 |
| Kane & Lynch: Dead Men                                           | PlayStation 3        | 31 gennaio 2012               | IO Interactive                                  |                         | ✔          | ✔          | ✔               | [ 269 ]                         |
| Theatrhythm Final Fantasy                                        | Nintendo 3DS         | 16 febbraio 2012              | indieszero                                      | ✔                       | ✔          | ✔          |                 | [ 270 ]                         |
| Wakfu                                                            | OS X                 | 29 febbraio 2012              | Ankama Games                                    |                         | ✔          | ✔          |                 | [ 271 ]                         |
| Wakfu                                                            | Microsoft Windows    | 29 febbraio 2012              | Ankama Games                                    | [ 272 ]                 | ✔          | ✔          |                 |                                 |
| Kingdom Hearts 3D: Dream Drop Distance                           | Nintendo 3DS         | 29 marzo 2012                 | Square Enix                                     | ✔                       | ✔          | ✔          | ✔               | [ 273 ]                         |
| Risen 2: Dark Waters                                             | PlayStation 3        | 24 aprile 2012                | Piranha Bytes                                   |                         | ✔          | ✔          |                 | [ 274 ]                         |
| Risen 2: Dark Waters                                             | Xbox 360             | 24 aprile 2012                | Piranha Bytes                                   | [ 274 ]                 | ✔          | ✔          |                 |                                 |
| Deus Ex                                                          | PlayStation 3        | 16 maggio 2012                | Ion Storm                                       |                         |            | ✔          |                 | [ 275 ]                         |
| Dragon Quest Monsters: Terry's Wonderland 3D                     | Nintendo 3DS         | 31 maggio 2012                | TOSE / Square Enix                              | ✔                       |            |            |                 | [ 276 ]                         |
| Heroes of Ruin                                                   | Nintendo 3DS         | 15 giugno 2012                | n-Space                                         |                         | ✔          | ✔          |                 | [ 277 ]                         |
| Quantum Conundrum                                                | Microsoft Windows    | 21 giugno 2012                | Airtight Games                                  | ✔                       | ✔          | ✔          | ✔               | [ 278 ]                         |
| Chō Soku Henkei Gyrozetter                                       | Arcade               | 21 giugno 2012                | Rocket Studio                                   | ✔                       |            |            |                 | [ 279 ]                         |
| Mini Ninjas Adventures                                           | Xbox 360             | 29 giugno 2012                | Sidekick                                        |                         | ✔          | ✔          |                 | [ 280 ]                         |
| Quantum Conundrum                                                | PlayStation 3        | 11 luglio 2012                | Airtight Games                                  | ✔                       | ✔          | ✔          | ✔               | [ 281 ] [ 282 ] [ 283 ] [ 284 ] |
| Quantum Conundrum                                                | Xbox 360             | 11 luglio 2012                | Airtight Games                                  | ✔                       | ✔          | ✔          |                 | [ 281 ] [ 282 ] [ 283 ]         |
| Gunslinger Stratos                                               | Arcade               | 12 luglio 2012                | Byking                                          | ✔                       |            |            |                 | [ 285 ]                         |
| Mensa Academy                                                    | PlayStation 3        | 27 luglio 2012                | Silverball Studios                              |                         | ✔          | ✔          | ✔               | [ 286 ] [ 287 ]                 |
| Mensa Academy                                                    | Wii                  | 27 luglio 2012                | Silverball Studios                              |                         | ✔          | ✔          | [ 286 ] [ 287 ] |                                 |
| Mensa Academy                                                    | Xbox 360             | 27 luglio 2012                | Silverball Studios                              |                         | ✔          | ✔          | [ 286 ] [ 287 ] |                                 |
| Dragon Quest X: Mezameshi Itsutsu no Shuzoku Online              | Wii                  | 2 agosto 2012                 | Square Enix / Armor Project                     | ✔                       |            |            |                 | [ 288 ]                         |
| Dragon Quest X: Mezameshi Itsutsu no Shuzoku Online              | Wii U                | 30 marzo 2013                 | Square Enix / Armor Project                     | ✔                       | [ 289 ]    |            |                 |                                 |
| Dragon Quest X: Mezameshi Itsutsu no Shuzoku Online              | Microsoft Windows    | 26 settembre 2013             | Square Enix / Armor Project                     | ✔                       | [ 288 ]    |            |                 |                                 |
| Dragon Quest X: Mezameshi Itsutsu no Shuzoku Online              | PlayStation 4        | 17 agosto 2017                | Square Enix / Armor Project                     | ✔                       | [ 290 ]    |            |                 |                                 |
| Dragon Quest X: Mezameshi Itsutsu no Shuzoku Online              | Nintendo Switch      | 21 settembre 2017             | Square Enix / Armor Project                     | ✔                       | [ 290 ]    |            |                 |                                 |
| Final Fantasy VII                                                | Microsoft Windows    | 14 agosto 2012                | Square Enix                                     | ✔                       | ✔          | ✔          | ✔               | [ 291 ]                         |
| Sleeping Dogs                                                    | Microsoft Windows    | 14 agosto 2012                | United Front Games / Square Enix London Studios | ✔                       | ✔          | ✔          | ✔               | [ 292 ]                         |
| Sleeping Dogs                                                    | PlayStation 3        | 14 agosto 2012                | United Front Games / Square Enix London Studios | ✔                       | ✔          | ✔          | ✔               | [ 292 ]                         |
| Sleeping Dogs                                                    | Xbox 360             | 14 agosto 2012                | United Front Games / Square Enix London Studios | ✔                       | ✔          | ✔          | ✔               | [ 292 ]                         |
| Bravely Default: Flying Fairy                                    | Nintendo 3DS         | 11 ottobre 2012               | Silicon Studio / 5pb.                           | ✔                       | ✔          | ✔          |                 | [ 293 ]                         |
| Call of Duty: Black Ops II                                       | Microsoft Windows    | 13 novembre 2012              | Treyarch                                        | ✔                       |            |            |                 | [ 294 ]                         |
| Call of Duty: Black Ops II                                       | PlayStation 3        | 13 novembre 2012              | Treyarch                                        | ✔                       | [ 294 ]    |            |                 |                                 |
| Call of Duty: Black Ops II                                       | Xbox 360             | 13 novembre 2012              | Treyarch                                        | ✔                       | [ 294 ]    |            |                 |                                 |
| Hitman: Absolution                                               | Microsoft Windows    | 20 novembre 2012              | IO Interactive                                  | ✔                       | ✔          | ✔          | ✔               | [ 295 ]                         |
| Hitman: Absolution                                               | PlayStation 3        | 20 novembre 2012              | IO Interactive                                  | ✔                       | ✔          | ✔          | ✔               | [ 296 ]                         |
| Hitman: Absolution                                               | Xbox 360             | 20 novembre 2012              | IO Interactive                                  | ✔                       | ✔          | ✔          | ✔               | [ 297 ]                         |
| Dragon Quest VII: I guerrieri dell’Eden                          | Nintendo 3DS         | 7 febbraio 2013               | Heartbeat / ArtePiazza                          | ✔                       | ✔          | ✔          | ✔               | [ 298 ]                         |
| Tomb Raider                                                      | Microsoft Windows    | 5 marzo 2013                  | Crystal Dynamics                                | ✔                       | ✔          | ✔          | ✔               | [ 299 ]                         |
| Tomb Raider                                                      | PlayStation 3        | 5 marzo 2013                  | Crystal Dynamics                                | ✔                       | ✔          | ✔          | ✔               | [ 300 ]                         |
| Tomb Raider                                                      | Xbox 360             | 5 marzo 2013                  | Crystal Dynamics                                | ✔                       | ✔          | ✔          | ✔               | [ 301 ]                         |
| Kingdom Hearts HD 1.5 ReMIX                                      | PlayStation 3        | 14 marzo 2013                 | Square Enix                                     | ✔                       | ✔          | ✔          | ✔               | [ 302 ]                         |
| Kingdom Hearts HD 1.5 ReMIX                                      | PlayStation 4        | 9 marzo 2017                  | Square Enix                                     | ✔                       | ✔          | ✔          | ✔               | [ 303 ]                         |
| Diffusion Million Arthur                                         | PlayStation Vita     | 25 aprile 2013                | Square Enix                                     | ✔                       |            |            |                 | [ 304 ]                         |
| Gyrozetter: Wings of the Albatross                               | Nintendo 3DS         | 13 giugno 2013                | Rocket Studio                                   | ✔                       |            |            |                 | [ 279 ]                         |
| Skylanders: Spyro's Adventure                                    | Nintendo 3DS         | 12 luglio 2013                | Toys for Bob                                    | ✔                       |            |            |                 | [ 305 ]                         |
| Skylanders: Spyro's Adventure                                    | PlayStation 3        | 12 luglio 2013                | Toys for Bob                                    | ✔                       | [ 305 ]    |            |                 |                                 |
| Skylanders: Spyro's Adventure                                    | Wii                  | 12 luglio 2013                | Toys for Bob                                    | ✔                       | [ 305 ]    |            |                 |                                 |
| Skylanders: Spyro's Adventure                                    | Wii U                | 12 luglio 2013                | Toys for Bob                                    | ✔                       | [ 305 ]    |            |                 |                                 |
| Chaos Rings                                                      | PlayStation Mobile   | 24 luglio 2013                | Media.Vision                                    | ✔                       | ✔          |            |                 | [ 306 ]                         |
| Lord of Vermilion III                                            | Arcade               | 22 agosto 2013                | Think Garage                                    | ✔                       |            |            |                 | [ 307 ]                         |
| Final Fantasy XIV: A Realm Reborn                                | PlayStation 3        | 27 agosto 2013                | Square Enix                                     | ✔                       | ✔          | ✔          | ✔               | [ 308 ]                         |
| Final Fantasy XIV: A Realm Reborn                                | Microsoft Windows    | 27 agosto 2013                | Square Enix                                     | ✔                       | ✔          | ✔          | ✔               | [ 308 ]                         |
| Final Fantasy XIV: A Realm Reborn                                | PlayStation 4        | 14 aprile 2014                | Square Enix                                     | ✔                       | ✔          | ✔          | ✔               | [ 309 ]                         |
| Call of Duty: Ghosts                                             | Microsoft Windows    | 14 novembre 2013              | Infinity Ward                                   | ✔                       |            |            |                 | [ 310 ]                         |
| Call of Duty: Ghosts                                             | PlayStation 3        | 14 novembre 2013              | Infinity Ward                                   | ✔                       | [ 310 ]    |            |                 |                                 |
| Call of Duty: Ghosts                                             | Wii U                | 14 novembre 2013              | Infinity Ward                                   | ✔                       | [ 310 ]    |            |                 |                                 |
| Call of Duty: Ghosts                                             | Xbox 360             | 14 novembre 2013              | Infinity Ward                                   | ✔                       | [ 310 ]    |            |                 |                                 |
| Call of Duty: Ghosts                                             | PlayStation 4        | 14 novembre 2013              | Infinity Ward                                   | ✔                       | [ 310 ]    |            |                 |                                 |
| Lightning Returns: Final Fantasy XIII                            | PlayStation 3        | 21 novembre 2013              | Square Enix                                     | ✔                       | ✔          | ✔          | ✔               | [ 311 ]                         |
| Lightning Returns: Final Fantasy XIII                            | Xbox 360             | 21 novembre 2013              | Square Enix                                     | ✔                       | ✔          | ✔          | ✔               | [ 312 ]                         |
| Lightning Returns: Final Fantasy XIII                            | Microsoft Windows    | 10 dicembre 2015              | Square Enix                                     | ✔                       | ✔          | ✔          | ✔               | [ 313 ]                         |
| Drakengard 3                                                     | PlayStation 3        | 19 dicembre 2013              | Access Games                                    | ✔                       | ✔          | ✔          | ✔               | [ 314 ]                         |
| Final Fantasy X/X-2 HD Remaster                                  | PlayStation 3        | 26 dicembre 2013              | Square Enix / Virtuos                           | ✔                       | ✔          | ✔          | ✔               | [ 315 ] [ 316 ]                 |
| Final Fantasy X/X-2 HD Remaster                                  | PlayStation Vita     | 26 dicembre 2013              | Square Enix / Virtuos                           | ✔                       | ✔          | ✔          | ✔               | [ 315 ] [ 316 ]                 |
| Final Fantasy X/X-2 HD Remaster                                  | PlayStation 4        | 12 maggio 2015                | Square Enix / Virtuos                           | ✔                       | ✔          | ✔          | ✔               | [ 317 ]                         |
| Final Fantasy X/X-2 HD Remaster                                  | Microsoft Windows    | 12 maggio 2015                | Square Enix / Virtuos                           | ✔                       | ✔          | ✔          | ✔               | [ 317 ]                         |
| Tomb Raider: Definitive Edition                                  | OS X                 | 23 gennaio 2014               | Crystal Dynamics                                |                         | ✔          | ✔          | ✔               | [ 299 ]                         |
| Tomb Raider: Definitive Edition                                  | PlayStation 4        | 28 gennaio 2014               | Crystal Dynamics                                | [ 318 ]                 | ✔          | ✔          | ✔               |                                 |
| Tomb Raider: Definitive Edition                                  | Xbox One             | 28 gennaio 2014               | Crystal Dynamics                                | [ 318 ]                 | ✔          | ✔          | ✔               |                                 |
| Diablo III                                                       | PlayStation 3        | 30 gennaio 2014               | Blizzard Entertainment                          | ✔                       |            |            |                 | [ 319 ]                         |
| Dragon Quest Monsters 2: Iru and Luca's Marvelous Mysterious Key | Nintendo 3DS         | 6 febbraio 2014               | TOSE                                            | ✔                       |            |            |                 | [ 320 ]                         |
| Gunslinger Stratos 2                                             | Arcade               | 20 febbraio 2014              | Byking                                          | ✔                       |            |            |                 | [ 321 ]                         |
| Thief                                                            | Microsoft Windows    | 25 febbraio 2014              | Eidos Montréal                                  | ✔                       | ✔          | ✔          | ✔               | [ 322 ]                         |
| Thief                                                            | PlayStation 3        | 25 febbraio 2014              | Eidos Montréal                                  | ✔                       | ✔          | ✔          | ✔               | [ 322 ]                         |
| Thief                                                            | PlayStation 4        | 25 febbraio 2014              | Eidos Montréal                                  | ✔                       | ✔          | ✔          | ✔               | [ 322 ]                         |
| Thief                                                            | Xbox 360             | 25 febbraio 2014              | Eidos Montréal                                  | ✔                       | ✔          | ✔          | ✔               | [ 322 ]                         |
| Thief                                                            | Xbox One             | 25 febbraio 2014              | Eidos Montréal                                  | ✔                       | ✔          | ✔          | ✔               | [ 322 ]                         |
| Deus Ex: The Fall                                                | Microsoft Windows    | 18 marzo 2014                 | N-Fusion Interactive                            |                         | ✔          | ✔          | ✔               | [ 323 ]                         |
| Rise of Mana                                                     | PlayStation Vita     | 23 aprile 2014                | Square Enix                                     | ✔                       |            |            |                 | [ 324 ]                         |
| Theatrhythm Final Fantasy: Curtain Call                          | Nintendo 3DS         | 24 aprile 2014                | indieszero                                      | ✔                       | ✔          | ✔          | ✔               | [ 325 ]                         |
| Left 4 Dead: Survivors                                           | Arcade               | 26 maggio 2014                | Taito                                           | ✔                       |            |            |                 | [ 326 ]                         |
| Murdered: Soul Suspect                                           | Microsoft Windows    | 3 giugno 2014                 | Airtight Games                                  | ✔                       | ✔          | ✔          | ✔               | [ 327 ]                         |
| Murdered: Soul Suspect                                           | PlayStation 3        | 3 giugno 2014                 | Airtight Games                                  | ✔                       | ✔          | ✔          | ✔               | [ 327 ]                         |
| Murdered: Soul Suspect                                           | PlayStation 4        | 3 giugno 2014                 | Airtight Games                                  | ✔                       | ✔          | ✔          | ✔               | [ 327 ]                         |
| Murdered: Soul Suspect                                           | Xbox 360             | 3 giugno 2014                 | Airtight Games                                  | ✔                       | ✔          | ✔          | ✔               | [ 327 ]                         |
| Murdered: Soul Suspect                                           | Xbox One             | 3 giugno 2014                 | Airtight Games                                  | ✔                       | ✔          | ✔          | ✔               | [ 327 ]                         |
| WRC 4 FIA World Rally Championship                               | PlayStation 3        | 24 luglio 2014                | Milestone                                       | ✔                       |            |            |                 | [ 328 ]                         |
| WRC 4 FIA World Rally Championship                               | PlayStation Vita     | 24 luglio 2014                | Milestone                                       | ✔                       | [ 328 ]    |            |                 |                                 |
| Transformers: Rise of the Dark Spark                             | PlayStation 3        | 28 agosto 2014                | Edge of Reality                                 | ✔                       |            |            |                 | [ 329 ]                         |
| Transformers: Rise of the Dark Spark                             | PlayStation 4        | 28 agosto 2014                | Edge of Reality                                 | ✔                       | [ 329 ]    |            |                 |                                 |
| The Walking Dead                                                 | PlayStation Vita     | 4 settembre 2014              | Telltale Games                                  | ✔                       |            |            |                 | [ 330 ]                         |
| The Amazing Spider-Man 2                                         | PlayStation 3        | 4 settembre 2014              | Beenox                                          | ✔                       |            |            |                 | [ 331 ]                         |
| The Amazing Spider-Man 2                                         | PlayStation 4        | 4 settembre 2014              | Beenox                                          | ✔                       | [ 331 ]    |            |                 |                                 |
| Kingdom Hearts HD 2.5 ReMIX                                      | PlayStation 3        | 2 ottobre 2014                | Square Enix                                     | ✔                       | ✔          | ✔          | ✔               | [ 332 ]                         |
| Kingdom Hearts HD 2.5 ReMIX                                      | PlayStation 4        | 9 marzo 2017                  | Square Enix                                     | ✔                       | ✔          | ✔          | ✔               | [ 303 ]                         |
| Sleeping Dogs: Definitive Edition                                | Microsoft Windows    | 10 ottobre 2014               | United Front Games                              |                         | ✔          | ✔          |                 | [ 333 ]                         |
| Sleeping Dogs: Definitive Edition                                | PlayStation 4        | 10 ottobre 2014               | United Front Games                              | [ 333 ]                 | ✔          | ✔          |                 |                                 |
| Sleeping Dogs: Definitive Edition                                | Xbox One             | 10 ottobre 2014               | United Front Games                              | [ 333 ]                 | ✔          | ✔          |                 |                                 |
| Chaos Rings III                                                  | PlayStation Vita     | 16 ottobre 2014               | Media.Vision                                    | ✔                       | ✔          |            |                 | [ 334 ]                         |
| Call of Duty: Advanced Warfare                                   | Microsoft Windows    | 13 novembre 2014              | Sledgehammer Games / High Moon Studios          | ✔                       |            |            |                 | [ 335 ]                         |
| Call of Duty: Advanced Warfare                                   | PlayStation 3        | 13 novembre 2014              | Sledgehammer Games / High Moon Studios          | ✔                       | [ 335 ]    |            |                 |                                 |
| Call of Duty: Advanced Warfare                                   | PlayStation 4        | 13 novembre 2014              | Sledgehammer Games / High Moon Studios          | ✔                       | [ 335 ]    |            |                 |                                 |
| Call of Duty: Advanced Warfare                                   | Xbox One             | 13 novembre 2014              | Sledgehammer Games / High Moon Studios          | ✔                       | [ 335 ]    |            |                 |                                 |
| Call of Duty: Advanced Warfare                                   | Xbox 360             | 13 novembre 2014              | Sledgehammer Games / High Moon Studios          | ✔                       | [ 335 ]    |            |                 |                                 |
| Deadman's Cross                                                  | PlayStation Vita     | 28 novembre 2014              | Square Enix                                     | ✔                       |            |            |                 | [ 324 ]                         |
| Lara Croft and the Temple of Osiris                              | Microsoft Windows    | 9 dicembre 2014               | Crystal Dynamics                                | ✔                       | ✔          | ✔          | ✔               | [ 336 ] [ 337 ]                 |
| Lara Croft and the Temple of Osiris                              | PlayStation 4        | 9 dicembre 2014               | Crystal Dynamics                                | ✔                       | ✔          | ✔          | ✔               | [ 336 ] [ 337 ]                 |
| Lara Croft and the Temple of Osiris                              | Xbox One             | 9 dicembre 2014               | Crystal Dynamics                                | ✔                       | ✔          | ✔          | ✔               | [ 336 ] [ 337 ]                 |
| Final Fantasy Explorers                                          | Nintendo 3DS         | 18 dicembre 2014              | Square Enix                                     | ✔                       | ✔          | ✔          |                 | [ 338 ]                         |
| Life Is Strange                                                  | Microsoft Windows    | 30 gennaio 2015               | Dontnod Entertainment                           | ✔                       | ✔          | ✔          | ✔               | [ 339 ]                         |
| Life Is Strange                                                  | PlayStation 3        | 30 gennaio 2015               | Dontnod Entertainment                           | ✔                       | ✔          | ✔          | ✔               | [ 339 ]                         |
| Life Is Strange                                                  | PlayStation 4        | 30 gennaio 2015               | Dontnod Entertainment                           | ✔                       | ✔          | ✔          | ✔               | [ 339 ]                         |
| Life Is Strange                                                  | Xbox 360             | 30 gennaio 2015               | Dontnod Entertainment                           | ✔                       | ✔          | ✔          | ✔               | [ 339 ]                         |
| Life Is Strange                                                  | Xbox One             | 30 gennaio 2015               | Dontnod Entertainment                           | ✔                       | ✔          | ✔          | ✔               | [ 339 ]                         |
| Dragon Quest Heroes: The World Tree's Woe and the Blight Below   | PlayStation 3        | 26 febbraio 2015              | Omega Force                                     | ✔                       | ✔          | ✔          |                 | [ 340 ]                         |
| Dragon Quest Heroes: The World Tree's Woe and the Blight Below   | PlayStation 4        | 26 febbraio 2015              | Omega Force                                     | ✔                       | ✔          | ✔          | [ 340 ]         |                                 |
| Dragon Quest Heroes: The World Tree's Woe and the Blight Below   | Microsoft Windows    | 26 febbraio 2015              | Omega Force                                     | ✔                       | ✔          | ✔          | [ 340 ]         |                                 |
| Dragon Quest Heroes: The World Tree's Woe and the Blight Below   | Nintendo Switch      | 3 marzo 2017                  | Omega Force                                     | ✔                       |            |            |                 | [ 341 ]                         |
| Final Fantasy Type-0 HD                                          | PlayStation 4        | 19 marzo 2015                 | Square Enix / HexaDrive                         | ✔                       | ✔          | ✔          | ✔               | [ 342 ]                         |
| Final Fantasy Type-0 HD                                          | Xbox One             | 19 marzo 2015                 | Square Enix / HexaDrive                         | ✔                       | ✔          | ✔          | ✔               | [ 342 ]                         |
| Final Fantasy Type-0 HD                                          | Microsoft Windows    | 19 marzo 2015                 | Square Enix / HexaDrive                         | ✔                       | ✔          | ✔          | ✔               | [ 343 ]                         |
| Theatrhythm Dragon Quest                                         | Nintendo 3DS         | 26 marzo 2015                 | indieszero                                      | ✔                       |            |            |                 | [ 344 ]                         |
| Bravely Second: End Layer                                        | Nintendo 3DS         | 23 aprile 2015                | Silicon Studio / Square Enix                    | ✔                       | ✔          | ✔          | ✔               | [ 345 ]                         |
| Imperial SaGa                                                    | Web browser          | 18 giugno 2015                | Square Enix                                     | ✔                       |            |            |                 | [ 346 ]                         |
| Figureheads                                                      | Microsoft Windows    | 8 luglio 2015                 | Square Enix                                     | ✔                       |            |            |                 | [ 347 ]                         |
| Figureheads                                                      | PlayStation 4        | 9 marzo 2017                  | Square Enix                                     | ✔                       |            |            |                 | [ 348 ]                         |
| School of Ragnarok                                               | Arcade               | 27 agosto 2015                | Square Enix                                     | ✔                       |            |            |                 | [ 349 ]                         |
| Rise of the Tomb Raider                                          | Xbox One             | 10 novembre 2015              | Crystal Dynamics                                | ✔                       | ✔          | ✔          | ✔               | [ 350 ]                         |
| Rise of the Tomb Raider                                          | Xbox 360             | 10 novembre 2015              | Crystal Dynamics                                | ✔                       | ✔          | ✔          | ✔               | [ 351 ]                         |
| Rise of the Tomb Raider                                          | Microsoft Windows    | 28 gennaio 2016               | Crystal Dynamics                                | ✔                       | ✔          | ✔          | ✔               | [ 352 ]                         |
| Rise of the Tomb Raider                                          | PlayStation 4        | 11 ottobre 2016               | Crystal Dynamics                                | ✔                       | ✔          | ✔          | ✔               | [ 353 ]                         |
| Dissidia Final Fantasy                                           | Arcade               | 26 novembre 2015              | Team Ninja                                      | ✔                       |            |            |                 | [ 354 ]                         |
| Just Cause 3                                                     | Microsoft Windows    | 1 dicembre 2015               | Avalanche Studios                               | ✔                       | ✔          | ✔          | ✔               | [ 355 ]                         |
| Just Cause 3                                                     | PlayStation 4        | 1 dicembre 2015               | Avalanche Studios                               | ✔                       | ✔          | ✔          | ✔               | [ 355 ]                         |
| Just Cause 3                                                     | Xbox One             | 1 dicembre 2015               | Avalanche Studios                               | ✔                       | ✔          | ✔          | ✔               | [ 355 ]                         |
| Dragon Quest Builders                                            | PlayStation 3        | 28 gennaio 2016               | Square Enix                                     | ✔                       | ✔          | ✔          | ✔               | [ 356 ]                         |
| Dragon Quest Builders                                            | PlayStation 4        | 28 gennaio 2016               | Square Enix                                     | ✔                       | ✔          | ✔          | ✔               | [ 356 ]                         |
| Dragon Quest Builders                                            | PlayStation Vita     | 28 gennaio 2016               | Square Enix                                     | ✔                       | ✔          | ✔          | ✔               | [ 356 ]                         |
| Dragon Quest Builders                                            | Nintendo Switch      | 9 febbraio 2018               | Square Enix                                     | ✔                       | ✔          | ✔          | ✔               | [ 357 ]                         |
| I am Setsuna                                                     | PlayStation 4        | 18 febbraio 2016              | Tokyo RPG Factory                               | ✔                       | ✔          | ✔          | ✔               | [ 358 ]                         |
| I am Setsuna                                                     | PlayStation Vita     | 18 febbraio 2016              | Tokyo RPG Factory                               | ✔                       | ✔          | ✔          | ✔               | [ 358 ]                         |
| I am Setsuna                                                     | Microsoft Windows    | 19 luglio 2016                | Tokyo RPG Factory                               | ✔                       | ✔          | ✔          | ✔               | [ 358 ]                         |
| I am Setsuna                                                     | Nintendo Switch      | 3 marzo 2017                  | Tokyo RPG Factory                               | ✔                       | ✔          | ✔          | ✔               | [ 359 ]                         |
| Moon Hunters                                                     | PlayStation 4        | 10 marzo 2016                 | Kitfox Games                                    | ✔                       | ✔          | ✔          | ✔               | [ 360 ]                         |
| Moon Hunters                                                     | PlayStation Vita     | 10 marzo 2016                 | Kitfox Games                                    | ✔                       | ✔          | ✔          | ✔               | [ 360 ]                         |
| Moon Hunters                                                     | Microsoft Windows    | 10 marzo 2016                 | Kitfox Games                                    | ✔                       | ✔          | ✔          | ✔               | [ 360 ]                         |
| Hitman                                                           | Microsoft Windows    | 11 marzo 2016                 | IO Interactive                                  | ✔                       | ✔          | ✔          | ✔               | [ 361 ]                         |
| Hitman                                                           | PlayStation 4        | 11 marzo 2016                 | IO Interactive                                  | ✔                       | ✔          | ✔          | ✔               | [ 361 ]                         |
| Hitman                                                           | Xbox One             | 11 marzo 2016                 | IO Interactive                                  | ✔                       | ✔          | ✔          | ✔               | [ 361 ]                         |
| Dragon Quest Monsters: Joker 3                                   | Nintendo 3DS         | 23 marzo 2016                 | Square Enix                                     | ✔                       |            |            |                 | [ 362 ]                         |
| Romancing SaGa 2                                                 | PlayStation Vita     | 24 marzo 2016                 | Square Enix                                     | ✔                       | ✔          | ✔          | ✔               | [ 363 ]                         |
| Romancing SaGa 2                                                 | PlayStation 4        | 15 dicembre 2017              | Square Enix                                     | ✔                       | ✔          | ✔          | ✔               | [ 364 ]                         |
| Romancing SaGa 2                                                 | Xbox One             | 15 dicembre 2017              | Square Enix                                     | ✔                       | ✔          | ✔          | ✔               | [ 364 ]                         |
| Romancing SaGa 2                                                 | Microsoft Windows    | 15 dicembre 2017              | Square Enix                                     | ✔                       | ✔          | ✔          | ✔               | [ 364 ]                         |
| Romancing SaGa 2                                                 | Nintendo Switch      | 15 dicembre 2017              | Square Enix                                     | ✔                       | ✔          | ✔          | ✔               | [ 364 ]                         |
| Star Ocean: Integrity and Faithlessness                          | PlayStation 4        | 31 marzo 2016                 | tri-Ace                                         | ✔                       | ✔          | ✔          | ✔               | [ 365 ]                         |
| Star Ocean: Integrity and Faithlessness                          | PlayStation 3        | 28 aprile 2016                | tri-Ace                                         | ✔                       |            |            |                 | [ 366 ]                         |
| Gunslinger Stratos 3                                             | Arcade               | 12 maggio 2016                | Byking                                          | ✔                       |            |            |                 | [ 367 ]                         |
| Dragon Quest Heroes II                                           | PlayStation 3        | 27 maggio 2016                | Omega Force                                     | ✔                       | ✔          | ✔          | ✔               | [ 368 ]                         |
| Dragon Quest Heroes II                                           | PlayStation 4        | 27 maggio 2016                | Omega Force                                     | ✔                       | ✔          | ✔          | ✔               | [ 368 ]                         |
| Dragon Quest Heroes II                                           | PlayStation Vita     | 27 maggio 2016                | Omega Force                                     | ✔                       | ✔          | ✔          | ✔               | [ 368 ]                         |
| Dragon Quest Heroes II                                           | Nintendo Switch      | 3 marzo 2017                  | Omega Force                                     | ✔                       |            |            |                 | [ 341 ]                         |
| Dragon Quest Heroes II                                           | Microsoft Windows    | 25 aprile 2017                | Omega Force                                     | ✔                       | ✔          | ✔          | ✔               | [ 368 ]                         |
| Deus Ex: Mankind Divided                                         | Microsoft Windows    | 23 agosto 2016                | Eidos Montréal                                  | ✔                       | ✔          | ✔          | ✔               | [ 369 ]                         |
| Deus Ex: Mankind Divided                                         | PlayStation 4        | 23 agosto 2016                | Eidos Montréal                                  | ✔                       | ✔          | ✔          | ✔               | [ 369 ]                         |
| Deus Ex: Mankind Divided                                         | Xbox One             | 23 agosto 2016                | Eidos Montréal                                  | ✔                       | ✔          | ✔          | ✔               | [ 369 ]                         |
| The Turing Test                                                  | Microsoft Windows    | 30 agosto 2016                | Bulkhead Interactive                            | ✔                       | ✔          | ✔          | ✔               | [ 370 ]                         |
| The Turing Test                                                  | Xbox One             | 30 agosto 2016                | Bulkhead Interactive                            | ✔                       | ✔          | ✔          | ✔               | [ 370 ]                         |
| The Turing Test                                                  | PlayStation 4        | 23 gennaio 2017               | Bulkhead Interactive                            | ✔                       | ✔          | ✔          | ✔               | [ 370 ]                         |
| Theatrhythm Final Fantasy All-Star Carnival                      | Arcade               | 27 settembre 2016             | indieszero                                      | ✔                       |            |            |                 | [ 371 ]                         |
| A King's Tale: Final Fantasy XV                                  | PlayStation 4        | 30 settembre 2016             | Square Enix                                     | ✔                       | ✔          | ✔          | ✔               | [ 372 ]                         |
| A King's Tale: Final Fantasy XV                                  | Xbox One             | 30 settembre 2016             | Square Enix                                     | ✔                       | ✔          | ✔          | ✔               | [ 372 ]                         |
| World of Final Fantasy                                           | PlayStation 4        | 25 ottobre 2016               | TOSE / Square Enix                              | ✔                       | ✔          | ✔          | ✔               | [ 373 ]                         |
| World of Final Fantasy                                           | PlayStation Vita     | 25 ottobre 2016               | TOSE / Square Enix                              | ✔                       | ✔          | ✔          | ✔               | [ 373 ]                         |
| World of Final Fantasy                                           | Microsoft Windows    | 21 novembre 2017              | TOSE / Square Enix                              | ✔                       | ✔          | ✔          | ✔               | [ 374 ]                         |
| Mobius Final Fantasy                                             | Microsoft Windows    | 1 novembre 2016               | Square Enix                                     | ✔                       | ✔          | ✔          | ✔               | [ 375 ]                         |
| Final Fantasy XV                                                 | PlayStation 4        | 29 novembre 2016              | Square Enix / HexaDrive / XPEC Entertainment    | ✔                       | ✔          | ✔          | ✔               | [ 376 ]                         |
| Final Fantasy XV                                                 | Xbox One             | 29 novembre 2016              | Square Enix / HexaDrive / XPEC Entertainment    | ✔                       | ✔          | ✔          | ✔               | [ 376 ]                         |
| Final Fantasy XV                                                 | Microsoft Windows    | 6 marzo 2018                  | Square Enix / HexaDrive / XPEC Entertainment    | ✔                       | ✔          | ✔          | ✔               | [ 377 ]                         |
| SaGa: Scarlet Grace                                              | PlayStation Vita     | 15 dicembre 2016              | Square Enix                                     | ✔                       |            |            |                 | [ 378 ]                         |
| SaGa: Scarlet Grace                                              | Microsoft Windows    | 2 agosto 2018 3 dicembre 2019 | Square Enix                                     | ✔                       | ✔          | ✔          | ✔               |                                 |
| SaGa: Scarlet Grace                                              | Nintendo Switch      | 2 agosto 2018 3 dicembre 2019 | Square Enix                                     | ✔                       | ✔          | ✔          | ✔               |                                 |
| SaGa: Scarlet Grace                                              | PlayStation 4        | 2 agosto 2018 3 dicembre 2019 | Square Enix                                     | ✔                       | ✔          | ✔          | ✔               |                                 |
| Kingdom Hearts HD 2.8 Final Chapter Prologue                     | PlayStation 4        | 12 gennaio 2017               | Square Enix                                     | ✔                       | ✔          | ✔          | ✔               | [ 379 ]                         |
| Nier: Automata                                                   | PlayStation 4        | 23 febbraio 2017              | PlatinumGames                                   | ✔                       | ✔          | ✔          | ✔               | [ 380 ]                         |
| Nier: Automata                                                   | Microsoft Windows    | 17 marzo 2017                 | PlatinumGames                                   | ✔                       | ✔          | ✔          | ✔               | [ 381 ]                         |
| Nier: Automata                                                   | Xbox One             | 26 giugno 2018                | PlatinumGames                                   |                         |            |            |                 | [ 382 ]                         |
| Spelunker Party!                                                 | Nintendo Switch      | 20 aprile 2017                | Tozai Games                                     | ✔                       | ✔          | ✔          | ✔               | [ 383 ]                         |
| Spelunker Party!                                                 | Microsoft Windows    | 20 aprile 2017                | Tozai Games                                     | ✔                       | ✔          | ✔          | ✔               | [ 383 ]                         |
| Seiken Densetsu Collection                                       | Nintendo Switch      | 1 giugno 2017                 | M2                                              | ✔                       |            |            |                 | [ 384 ]                         |
| Final Fantasy XII: The Zodiac Age                                | PlayStation 4        | 11 luglio 2017                | Square Enix / Virtuos                           | ✔                       | ✔          | ✔          | ✔               | [ 385 ]                         |
| Final Fantasy XII: The Zodiac Age                                | Microsoft Windows    | 1 febbraio 2018               | Square Enix / Virtuos                           | ✔                       | ✔          | ✔          | ✔               | [ 386 ]                         |
| Pictlogica Final Fantasy                                         | Nintendo 3DS         | 12 luglio 2017                | Jupiter                                         | ✔                       |            |            |                 | [ 387 ]                         |
| Dragon Quest XI: Echoes of an Elusive Age                        | Nintendo 3DS         | 29 luglio 2017                | Square Enix / Armor Project                     | ✔                       |            |            |                 | [ 388 ]                         |
| Dragon Quest XI: Echoes of an Elusive Age                        | PlayStation 4        | 29 luglio 2017                | Square Enix / Armor Project                     | ✔                       | ✔          | ✔          | ✔               | [ 388 ]                         |
| Dragon Quest XI: Echoes of an Elusive Age                        | Microsoft Windows    | 4 settembre 2018              | Square Enix / Armor Project                     | ✔                       | ✔          | ✔          | ✔               | [ 389 ]                         |
| Dragon Quest XI: Echoes of an Elusive Age                        | Nintendo Switch      | 27 settembre 2019             | Square Enix / Armor Project                     | ✔                       | ✔          | ✔          | ✔               | [ 389 ]                         |
| Dragon Quest                                                     | PlayStation 4        | 10 agosto 2017                | Chunsoft                                        | ✔                       |            |            |                 | [ 390 ]                         |
| Dragon Quest                                                     | Nintendo 3DS         | 10 agosto 2017                | Chunsoft                                        | ✔                       | [ 390 ]    |            |                 |                                 |
| Dragon Quest II: Pantheon di spiriti maligni                     | PlayStation 4        | 10 agosto 2017                | Chunsoft                                        | ✔                       |            |            |                 | [ 390 ]                         |
| Dragon Quest II: Pantheon di spiriti maligni                     | Nintendo 3DS         | 10 agosto 2017                | Chunsoft                                        | ✔                       | [ 390 ]    |            |                 |                                 |
| Final Fantasy Awakening                                          | Microsoft Windows    | 24 agosto 2017                | Perfect World / Efon Company Limited            | ✔                       | ✔          | ✔          | ✔               | [ 391 ]                         |
| Dragon Quest III: E così entrò nella leggenda...                 | PlayStation 4        | 24 agosto 2017                | Chunsoft                                        | ✔                       |            |            |                 | [ 390 ]                         |
| Dragon Quest III: E così entrò nella leggenda...                 | Nintendo 3DS         | 24 agosto 2017                | Chunsoft                                        | ✔                       | [ 390 ]    |            |                 |                                 |
| Life Is Strange: Before the Storm                                | Microsoft Windows    | 31 agosto 2017                | Deck Nine                                       | ✔                       | ✔          | ✔          | ✔               | [ 392 ]                         |
| Life Is Strange: Before the Storm                                | PlayStation 4        | 31 agosto 2017                | Deck Nine                                       | ✔                       | ✔          | ✔          | ✔               | [ 392 ]                         |
| Life Is Strange: Before the Storm                                | Xbox One             | 31 agosto 2017                | Deck Nine                                       | ✔                       | ✔          | ✔          | ✔               | [ 392 ]                         |
| Final Fantasy IX                                                 | PlayStation 4        | 19 settembre 2017             | Square Enix                                     | ✔                       | ✔          | ✔          | ✔               | [ 393 ]                         |
| Lost Sphear                                                      | Nintendo Switch      | 12 ottobre 2017               | Tokyo RPG Factory                               | ✔                       | ✔          | ✔          | ✔               | [ 394 ]                         |
| Lost Sphear                                                      | PlayStation 4        | 12 ottobre 2017               | Tokyo RPG Factory                               | ✔                       | ✔          | ✔          | ✔               | [ 394 ]                         |
| Lost Sphear                                                      | Microsoft Windows    | 23 gennaio 2018               | Tokyo RPG Factory                               |                         | ✔          | ✔          | ✔               | [ 395 ]                         |
| Itadaki Street: Dragon Quest & Final Fantasy 30th Anniversary    | PlayStation 4        | 19 ottobre 2017               | TOSE / Square Enix                              | ✔                       |            |            |                 | [ 396 ]                         |
| Itadaki Street: Dragon Quest & Final Fantasy 30th Anniversary    | PlayStation Vita     | 19 ottobre 2017               | TOSE / Square Enix                              | ✔                       | [ 396 ]    |            |                 |                                 |
| Monster of the Deep: Final Fantasy XV                            | PlayStation VR       | 21 novembre 2017              | Square Enix                                     | ✔                       | ✔          | ✔          | ✔               | [ 397 ]                         |
| Star Ocean: The Last Hope 4K & Full HD Remaster                  | Microsoft Windows    | 28 novembre 2017              | tri-Ace                                         | ✔                       | ✔          | ✔          | ✔               | [ 398 ]                         |
| Star Ocean: The Last Hope 4K & Full HD Remaster                  | PlayStation 4        | 28 novembre 2017              | tri-Ace                                         | ✔                       | ✔          | ✔          | ✔               | [ 398 ]                         |
| Dissidia Final Fantasy NT                                        | PlayStation 4        | 11 gennaio 2018               | Team Ninja                                      | ✔                       | ✔          | ✔          | ✔               | [ 399 ]                         |
| Monster Energy Supercross                                        | Microsoft Windows    | 13 febbraio 2018              | Milestone S.r.l.                                |                         | ✔          | ✔          | ✔               | [ 400 ]                         |
| Monster Energy Supercross                                        | PlayStation 4        | 13 febbraio 2018              | Milestone S.r.l.                                | [ 400 ]                 | ✔          | ✔          | ✔               |                                 |
| Monster Energy Supercross                                        | Xbox One             | 13 febbraio 2018              | Milestone S.r.l.                                | [ 400 ]                 | ✔          | ✔          | ✔               |                                 |
| Monster Energy Supercross                                        | Nintendo Switch      | 13 febbraio 2018              | Milestone S.r.l.                                | [ 400 ]                 | ✔          | ✔          | ✔               |                                 |
| Secret of Mana                                                   | Microsoft Windows    | 15 febbraio 2018              | Square Enix / Q Studios                         | ✔                       | ✔          | ✔          | ✔               | [ 401 ]                         |
| Secret of Mana                                                   | PlayStation 4        | 15 febbraio 2018              | Square Enix / Q Studios                         | ✔                       | ✔          | ✔          | ✔               | [ 401 ]                         |
| Secret of Mana                                                   | PlayStation Vita     | 15 febbraio 2018              | Square Enix / Q Studios                         | ✔                       | ✔          | ✔          | ✔               | [ 401 ]                         |
| Gravel                                                           | Microsoft Windows    | 27 febbraio 2018              | Milestone S.r.l.                                |                         | ✔          | ✔          | ✔               | [ 402 ]                         |
| Gravel                                                           | PlayStation 4        | 27 febbraio 2018              | Milestone S.r.l.                                | [ 402 ]                 | ✔          | ✔          | ✔               |                                 |
| Gravel                                                           | Xbox One             | 27 febbraio 2018              | Milestone S.r.l.                                | [ 402 ]                 | ✔          | ✔          | ✔               |                                 |
| The Awesome Adventures of Captain Spirit                         | Microsoft Windows    | 26 giugno 2018                | Dontnod Entertainment                           | ✔                       | ✔          | ✔          | ✔               | [ 403 ]                         |
| The Awesome Adventures of Captain Spirit                         | PlayStation 4        | 26 giugno 2018                | Dontnod Entertainment                           | ✔                       | ✔          | ✔          | ✔               | [ 403 ]                         |
| The Awesome Adventures of Captain Spirit                         | Xbox One             | 26 giugno 2018                | Dontnod Entertainment                           | ✔                       | ✔          | ✔          | ✔               | [ 403 ]                         |
| Octopath Traveler                                                | Nintendo Switch      | 13 luglio 2018                | Acquire / Square Enix                           | ✔                       | ✔          | ✔          | ✔               | [ 404 ]                         |
| Octopath Traveler                                                | Microsoft Windows    | 7 giugno 2019                 | Acquire / Square Enix                           | ✔                       | ✔          | ✔          | ✔               |                                 |
| Octopath Traveler                                                | Xbox One             | 25 marzo 2021                 | Acquire / Square Enix                           | ✔                       | ✔          | ✔          | ✔               |                                 |
| Octopath Traveler                                                | Playstation 4        | 5 giugno 2024                 | Acquire / Square Enix                           | ✔                       | ✔          | ✔          | ✔               |                                 |
| Octopath Traveler                                                | PlayStation 5        | 5 giugno 2024                 | Acquire / Square Enix                           | ✔                       | ✔          | ✔          | ✔               |                                 |
| Shadow of the Tomb Raider                                        | Microsoft Windows    | 14 settembre 2018             | Eidos Montréal                                  | ✔                       | ✔          | ✔          | ✔               | [ 405 ]                         |
| Shadow of the Tomb Raider                                        | PlayStation 4        | 14 settembre 2018             | Eidos Montréal                                  | ✔                       | ✔          | ✔          | ✔               | [ 405 ]                         |
| Shadow of the Tomb Raider                                        | Xbox One             | 14 settembre 2018             | Eidos Montréal                                  | ✔                       | ✔          | ✔          | ✔               | [ 405 ]                         |
| Just Cause 4                                                     | Microsoft Windows    | 4 dicembre 2018               | Avalanche Studios                               | ✔                       | ✔          | ✔          | ✔               | [ 406 ]                         |
| Just Cause 4                                                     | PlayStation 4        | 4 dicembre 2018               | Avalanche Studios                               | ✔                       | ✔          | ✔          | ✔               | [ 406 ]                         |
| Just Cause 4                                                     | Xbox One             | 4 dicembre 2018               | Avalanche Studios                               | ✔                       | ✔          | ✔          | ✔               | [ 406 ]                         |
| Left Alive                                                       | Microsoft Windows    | 28 febbraio 2019              | Square Enix                                     | ✔                       | ✔          | ✔          | ✔               | [ 407 ]                         |
| Left Alive                                                       | PlayStation 4        | 28 febbraio 2019              | Square Enix                                     | ✔                       | ✔          | ✔          | ✔               | [ 407 ]                         |
| Starwing Paradox                                                 | Arcade               | 2018                          | Square Enix                                     | Annunciato              |            |            |                 | [ 408 ]                         |
| Dragon Quest Builders 2                                          | Nintendo Switch      | 2018                          | Square Enix                                     | Annunciato              |            |            |                 | [ 409 ]                         |
| Dragon Quest Builders 2                                          | PlayStation 4        | 2018                          | Square Enix                                     | Annunciato              | [ 409 ]    |            |                 |                                 |
| The World Ends with You: Final Remix                             | Nintendo Switch      | 2018                          | Square Enix                                     | Annunciato              | Annunciato | Annunciato | Annunciato      | [ 410 ]                         |
| Kingdom Hearts III                                               | PlayStation 4        | 25 gennaio 2019               | Square Enix                                     | Annunciato              | Annunciato | Annunciato | Annunciato      | [ 411 ]                         |
| Kingdom Hearts III                                               | Xbox One             | 25 gennaio 2019               | Square Enix                                     | Annunciato              | Annunciato | Annunciato | Annunciato      | [ 411 ]                         |
| Babylon's Fall                                                   | Microsoft Windows    | 2019                          | PlatinumGames                                   | Annunciato              | Annunciato | Annunciato | Annunciato      | [ 412 ]                         |
| Babylon's Fall                                                   | PlayStation 4        | 2019                          | PlatinumGames                                   | Annunciato              | Annunciato | Annunciato | Annunciato      | [ 412 ]                         |
| Battalion 1944                                                   | Microsoft Windows    | 2019                          | Bulkhead Interactive                            | Annunciato              | Annunciato | Annunciato | Annunciato      | [ 413 ]                         |
| Battalion 1944                                                   | PlayStation 4        | 2019                          | Bulkhead Interactive                            | Annunciato              | Annunciato | Annunciato | Annunciato      | [ 413 ]                         |
| Battalion 1944                                                   | Xbox One             | 2019                          | Bulkhead Interactive                            | Annunciato              | Annunciato | Annunciato | Annunciato      | [ 413 ]                         |
| Final Fantasy VII Remake                                         | PlayStation 4        | TBA                           | Square Enix                                     | Annunciato              | Annunciato | Annunciato | Annunciato      | [ 414 ]                         |
| Project Prelude Rune                                             | TBA                  | TBA                           | Studio Istolia                                  | Annunciato              | Annunciato | Annunciato | Annunciato      | [ 415 ]                         |
| The Avengers Project                                             | TBA                  | TBA                           | Crystal Dynamics / Eidos Montréal               | Annunciato              | Annunciato | Annunciato | Annunciato      | [ 416 ]                         |
| Life Is Strange 2                                                | TBA                  | TBA                           | Dontnod Entertainment                           | Annunciato              | Annunciato | Annunciato | Annunciato      | [ 417 ]                         |
| AAA Shooter                                                      | Microsoft Windows    | TBA                           | People Can Fly                                  | Annunciato              | Annunciato | Annunciato | Annunciato      | [ 418 ]                         |
| AAA Shooter                                                      | TBA                  | TBA                           | People Can Fly                                  | Annunciato              | Annunciato | Annunciato | Annunciato      | [ 418 ]                         |
| The Quiet Man                                                    | Microsoft Windows    | TBA                           | Human Head Studios                              | Annunciato              | Annunciato | Annunciato | Annunciato      | [ 419 ]                         |
| The Quiet Man                                                    | PlayStation 4        | TBA                           | Human Head Studios                              | Annunciato              | Annunciato | Annunciato | Annunciato      | [ 419 ]                         |